# Buse pattue
Buteo lagopus
Espèce
Statut de conservation UICN

 LC  : Préoccupation mineure
Statut CITES
La Buse pattue (Buteo lagopus) a aussi été autrefois appelée archibuse ou busaigle (car se nourrissant notamment de lagopèdes), est une espèce de buses de la famille des Accipitridae, présente dans les régions nordiques de l'hémisphère nord.
Elle fréquente encore épisodiquement la France. Le musée d'Histoire naturelle de Lille en conserve un exemplaire ancien et naturalisé, tué à Cysoing.

## Morphologie
Elle a les pattes emplumées et des taches sombres sur le ventre.

Sa queue est blanchâtre, avec des bandes terminales sombres.

## Répartition

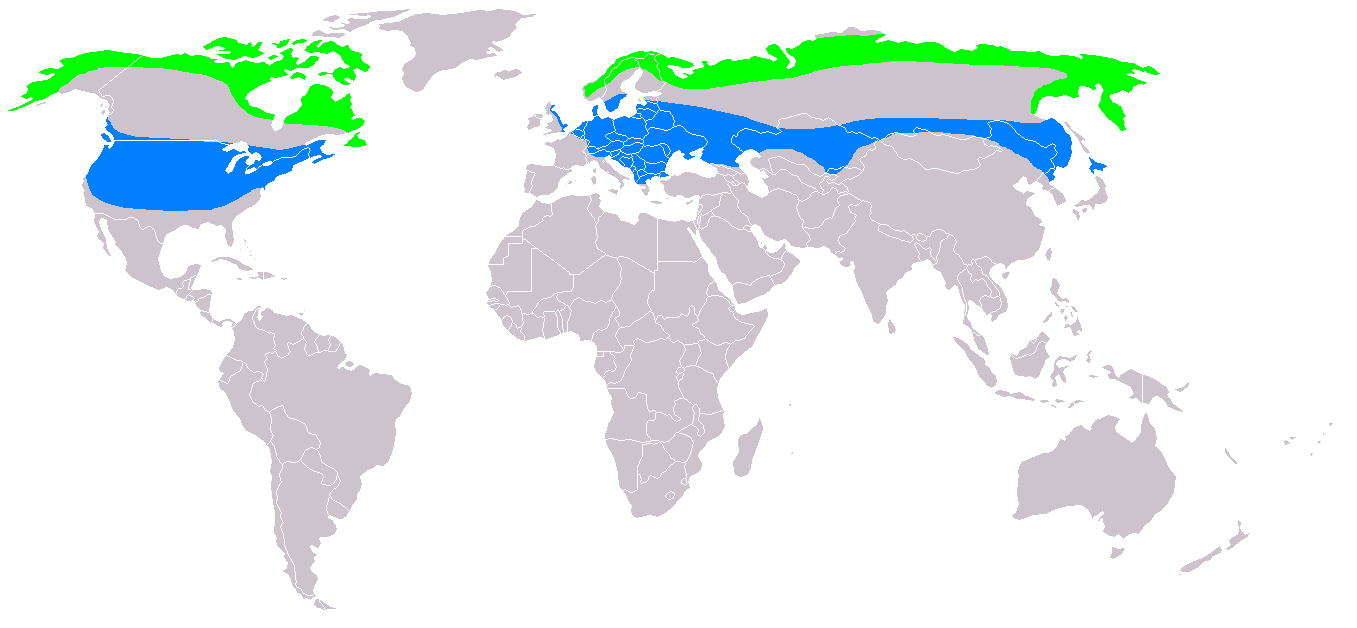
aire de nidification
aire d'hivernage

## Protection
La Buse pattue bénéficie d'une protection totale sur le territoire français depuis l'arrêté ministériel du 17 avril 1981 relatif aux oiseaux protégés sur l'ensemble du territoire. Il est donc interdit de la détruire, la mutiler, la capturer ou l'enlever, de la perturber intentionnellement ou de la naturaliser, ainsi que de détruire ou enlever les œufs et les nids, et de détruire, altérer ou dégrader son milieu. Qu'elle soit vivante ou morte, il est aussi interdit de la transporter, colporter, de l'utiliser, de la détenir, de la vendre ou de l'acheter.

## Alimentation
Petits mammifères, reptiles et petits oiseaux capturés au sol ou en basse altitude.

## Nidification
Nid de tiges et d'herbe au sol, dans le blé ou la bruyère (4-5 œufs/1 ponte/avril-juin).

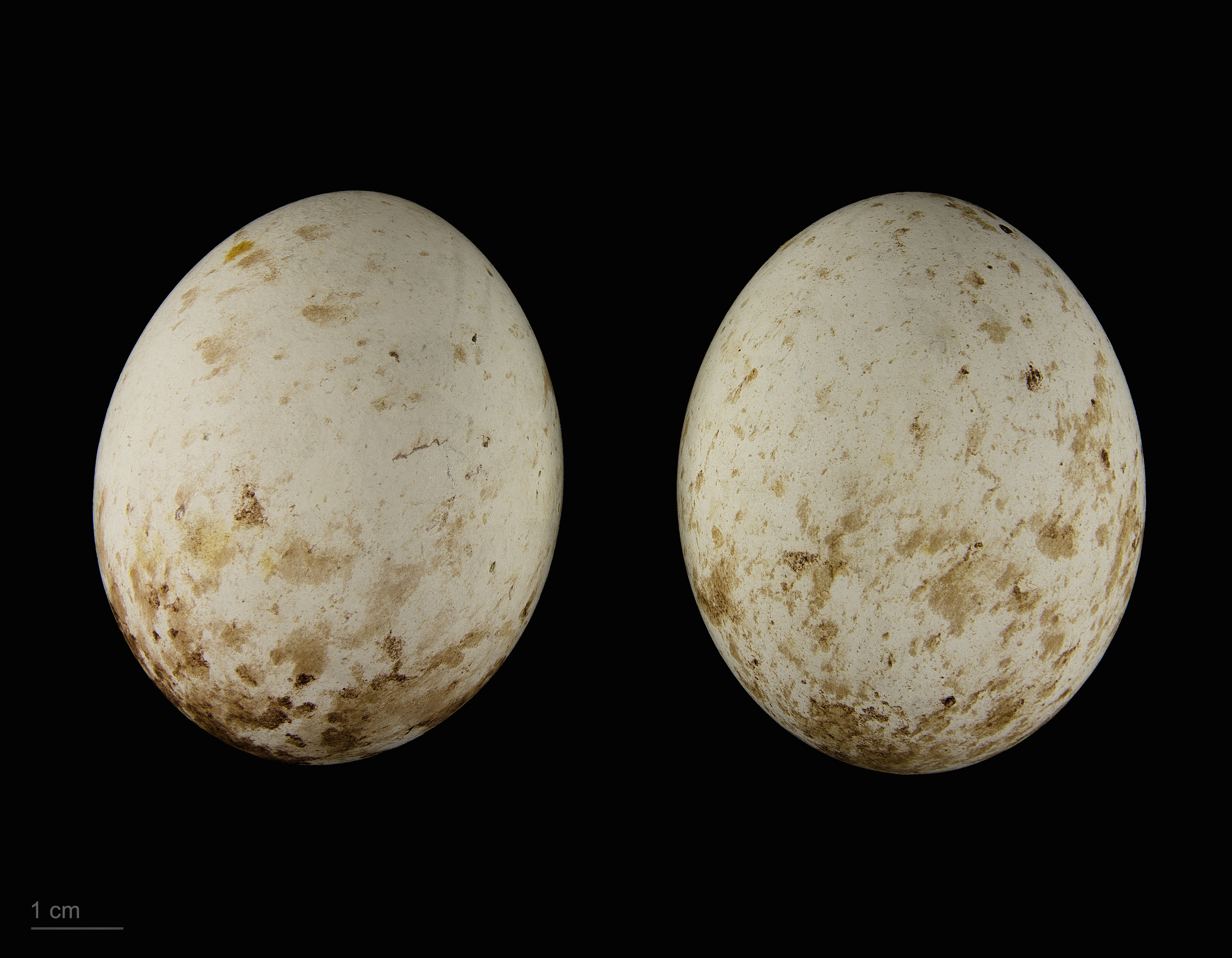
Buteo lagopus - MHNT

## Voix
"Yik-yik-yik" aigu et pur chez male, plus aigre chez la femelle. 

## Sous-espèces
D'après la classification de référence (version 14.1, 2024) de l'Union internationale des ornithologues, la Buse pattue possède 4 sous-espèces (ordre philogénique) : 
- Buteo lagopus lagopus (Pontoppidan, 1763) ;
- Buteo lagopus menzbieri Dementiev, 1951 ;
- Buteo lagopus kamtschatkensis Dementiev, 1931 ;
- Buteo lagopus sanctijohannis (Gmelin, JF, 1788).

## Galerie

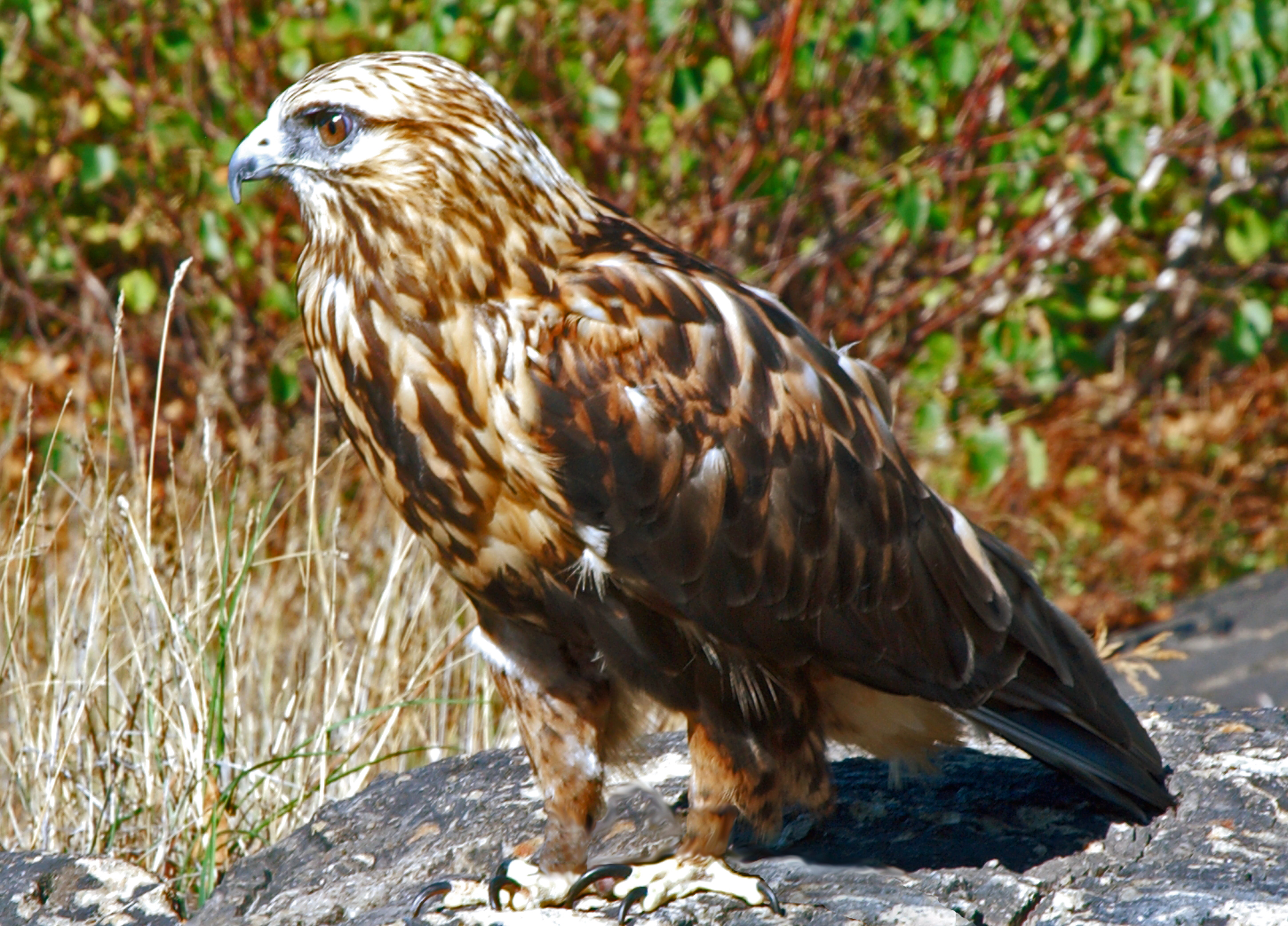
Buteo lagopus
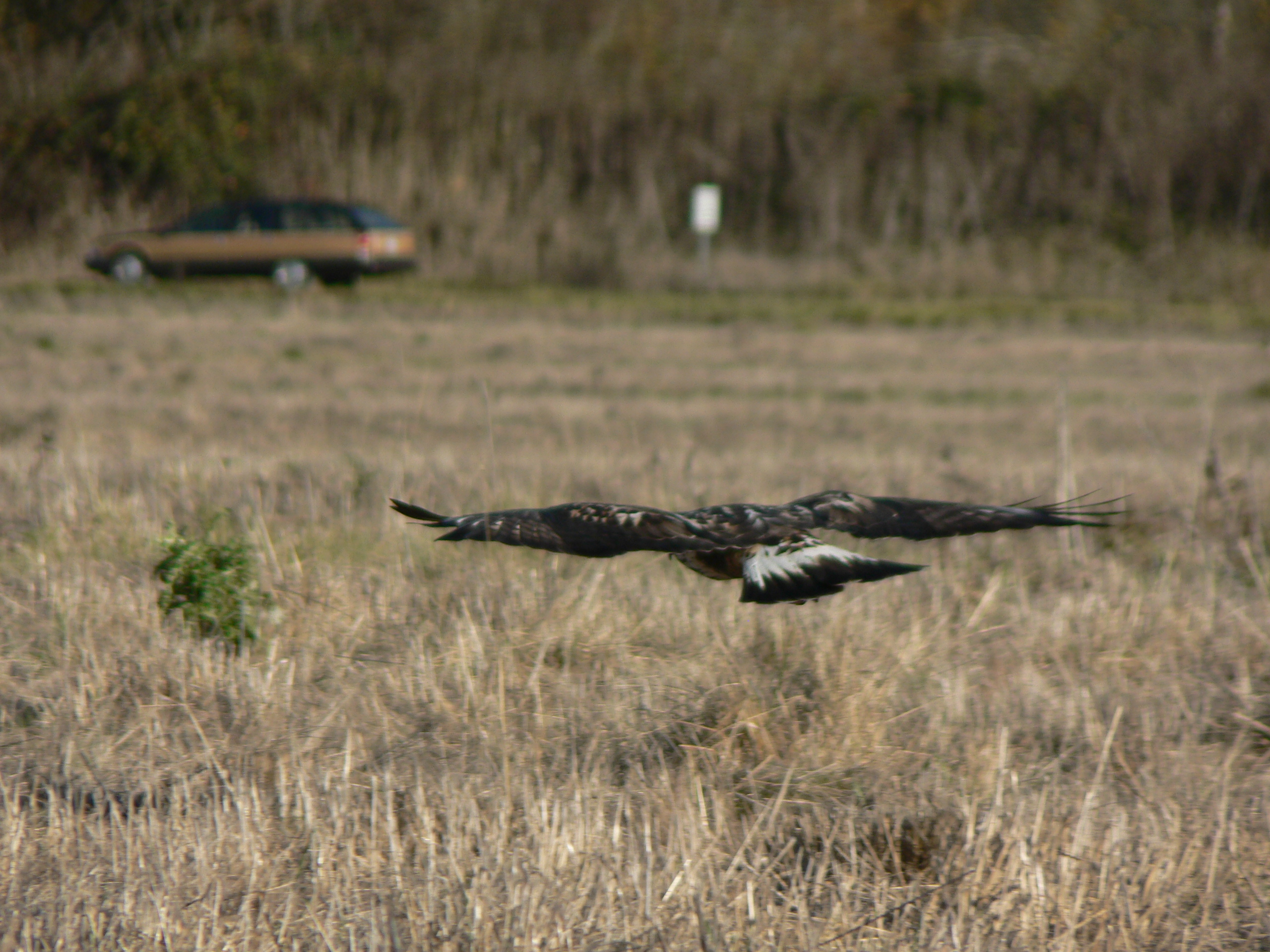
Buteo lagopus en vol plané
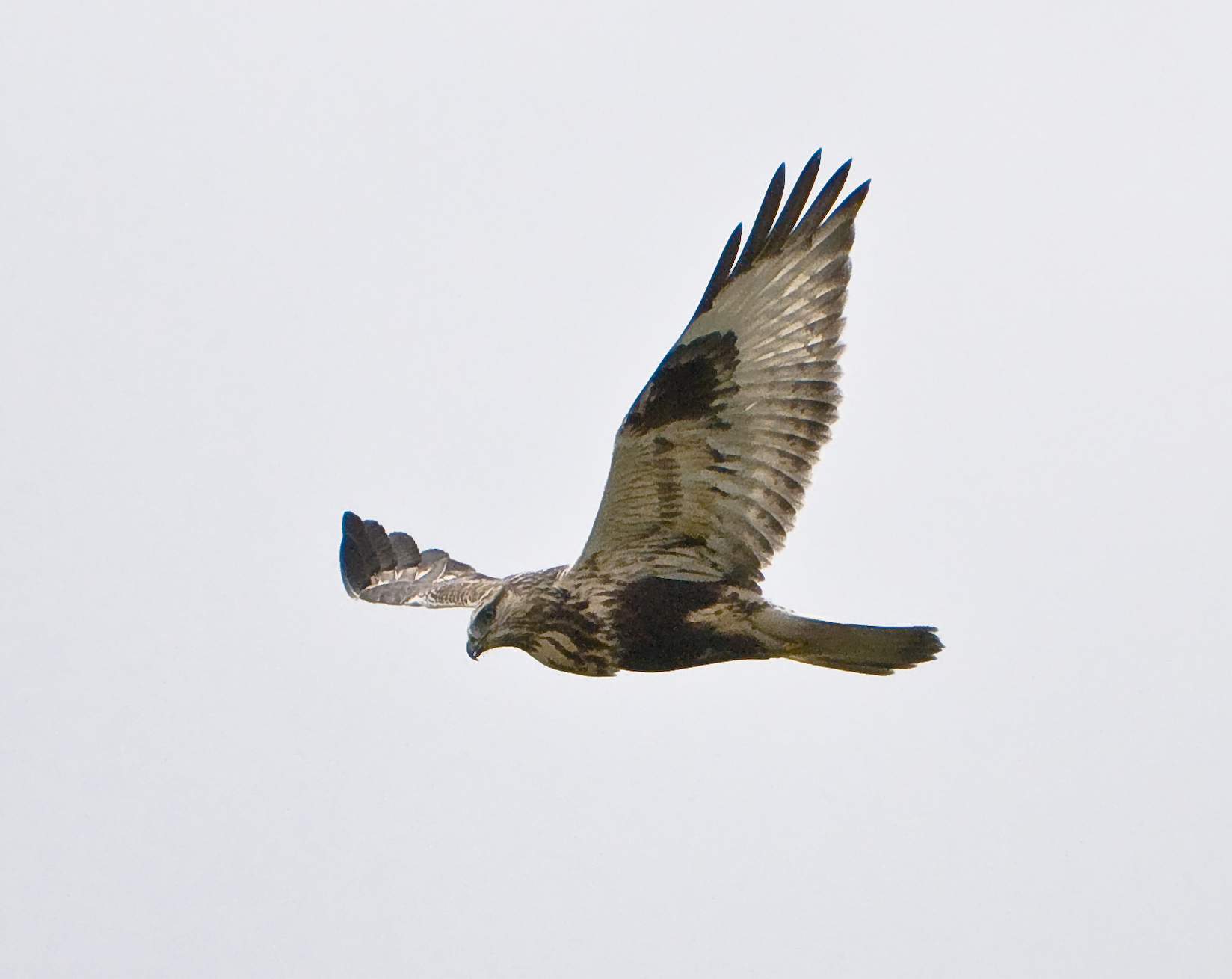
Buteo lagopus en vol